# 世界忍者戦ジライヤ
『世界忍者戦ジライヤ』（せかいにんじゃせんジライヤ）は、1988年1月24日から1989年1月22日まで、テレビ朝日系列で毎週日曜9時30分 - 10時（JST）に全50話が放送された、東映制作の特撮テレビドラマ。「メタルヒーローシリーズ」の第7作目にあたる。

## 概要
ハイテク装備のヒーローを描いたそれまでの「メタルヒーローシリーズ」から一転、本作品では日本古来のキャラクターである忍者をモチーフとし、シリーズ中最も異色の作品となった。さらにその忍者が世界各国に存在し、それぞれが独自に忍法を身につけているという設定は、オリンピックをイメージソースに、本作品の放映時期である1988年に開催されたソウルオリンピックを意識した「世界の忍者版オリンピック」というコンセプトから生まれたもので、『世界忍者戦』というタイトルの所以である。前作が愛憎劇をドラマの強化に働かせたことによって3クールで終わってしまったため、本作品では前作同様、キャラクターのバリエーションを継承しつつ、個性の源泉を思想や立場ではなく、能力や出自に由来するものへと変更された。企画時は『世界忍者大戦ジライヤ』というタイトルで、児童誌の予告ページではこのタイトルが用いられた。
妖魔一族など一部の例外を除き、作中に登場する世界忍者の多くは人間であり悪人ではない。この個性豊かな世界忍者たちが、敵となり味方となり様々なドラマを生み出すというキャラクター志向の構成は、本作品と同様にフィギュア販売を玩具展開の中心としていた前番組『超人機メタルダー』から受け継がれたものである。また、プレックスの大石一雄によると、この構成は『キン肉マン』と『聖闘士星矢』の影響を受けたものであるという。他方、主人公たちの家族生活にスポットを当てた描写も多く、本来隠されるべき「忍者」という存在と、現代的な家族の明るい描写を巧みに融合させたユニークな作風が特徴の1つになっている。
主人公・磁雷矢のデザインは、それまでのメタルヒーローと異なり、生身の目や指が露出しているのが特徴である。プロデューサーの吉川進によると、磁雷矢はキャラクターデザインを手掛けた村上克司の好みのキャラクターであったといい、村上自身も本作品の企画に際して、それまでの忍者ものが頭巾というだけでパターン化していたことに対し、日本の時代劇でしか出せない良さを今風にデザインしたらどうかと提案したという。また村上は本作品の玩具展開について、番組前半は『メタルダー』同様にフィギュア中心の商品展開で苦戦したものの、後半の「磁雷神」は売れたことを後年のインタビューにて述懐している。
前番組の早期終了に伴い、本作品は3 - 4月の放送開始が多かったそれまでのシリーズ作品と異なり、1月の第1週から開始予定とされたが、準備が間に合わなかったこともあり、初回放送はそれから3週遅れての1月24日となっている。過去にバンダイから販売されたメタルヒーローの総集編ビデオ『ジバン誕生！メタルヒーロー大集合』などに収録されないなど、一時期はメタルヒーローとして扱われなかったこともあるものの、21世紀に入ってからは関連書籍やCDには必ず本作品も含められており、公式にシリーズ作品の1つとして認定されている。

## あらすじ
世紀の秘宝“パコ”を手に入れるため、悪の忍者・妖魔一族が行動を開始した。代々パコを守り通してきた戸隠流忍者の宗家・山地哲山は、自分の養子である山地闘破にジライヤスーツを与え、パコを守ることを命じた。闘破は戸隠流正統・磁雷矢（ジライヤ）を名乗り、妖魔一族、そして世界中から挑んでくる様々な世界忍者たちと戦いを繰り広げる。

## 登場人物

### 戸隠流忍法武神館
山地 闘破（） / 磁雷矢（）
主人公。18歳。1970年7月19日生まれ。戸隠流第三十四代宗家・山地哲山の養子。
普段は家計を助けるため、日中に複数のアルバイトなどに励んでいる明るい好青年であるが、実は2,300年前にパコを地球に運んだ宇宙人の忍者の子孫で、秘宝パコの在処が記された粘土板（ボード）の半分を守る使命を帯び、ジライヤスーツを哲山より託され「ジライヤ」を名乗り闘うことを命じられる。スーツ装着後でも仲間や家族たちからは本名の「闘破」で呼ばれることが多い。
必殺武器である磁光真空剣の他、ジライバスターや六方手裏剣などを駆使して闘う。後にジライヤスーツの上に第2装着するジライヤパワープロテクターを入手し、パワーアップを果たしている。
- 第1形態は目が見えていることから、演者である筒井がスーツに入って演技するシーンも多い。
- 一部の書籍では「高校3年生」と記載されており、その影響もあって「高校三年生の設定なのだから通学シーンが見たい」という意見もみられたが、企画段階の設定がそのまま記載されたものであり、実際の番組制作に反映された設定というわけではない。

『手裏剣戦隊ニンニンジャー』
忍びの34にゲスト出演。戸隠流第三十五代宗家にして、「忍者の名誉を守る委員会」の会長（劇中では会長候補）になっている。作中では、伊賀崎天晴たちを見て「これくらいの息子がいてもおかしくないのか」と、本作品で描かれたころから相応に歳を重ねたことを伺わせる台詞も口にしている。

山地 ケイ（） / 姫忍 恵美破（）
高校1年生の16歳。山地哲山の実娘（長女）。義兄にあたる闘破を呼び捨てにし、家事一切を闘破に押し付けるという、闘破曰く「性格ブス」だが、内心では闘破を深く想っている。
第4話からジライヤスーツに似た純白の忍者スーツを装着し、ジライヤを助けて戦う。白い花吹雪で敵にダメージを与え、昏倒させる忍法花吹雪や、他人そっくりのマスクをその場で作り出し、それをかぶって変装する忍法顔うつしを会得している。

山地 学（）
小学3年生の9歳。山地哲山の息子（長男）で、ケイの弟。周囲から半人前に見られることを不満に思っている。第29話以降は自家製の戦闘スーツを装着して戦うようになり、また同話では馬風破に弟子入りした。パチンコ目潰しが武器。似顔絵を描くのが得意。体育を除いた全科目で0点を取るなど、勉強は全くできない。
- プロテクターは篠原保がデザインを担当。

『機動刑事ジバン』
第31話にゲスト出演。忍法を駆使してジバンとともにバイオロン怪人シノビノイドに立ち向かう。
- 演じる橋本巧は、本作品の終了後は芸能活動を辞めて学業に専念しており、『ジバン』へのゲスト出演は夏休みの1日を利用したものであった。

山地 哲山（）
戸隠流第三十四代宗家。
実力、影響力共に忍者の間では広く知れ渡り、彼を師と仰ぐ者が多い。さらにその存在は世界忍者の間でも有名で、彼自身も世界忍者に対して精通している。自宅マンションに忍法道場として「戸隠流忍法 武神館」を開いているが、入門者数は芳しくない。
盆栽いじりが趣味。ペットは鳩のシロと忍者犬のクロ。

山地 早苗（）
哲山の妻で山地兄弟の母。故人。
戸隠流第33代宗家の娘であり、毒斎が思いを寄せる相手だった。学が赤ん坊のころに、哲山と妖魔一族の戦いに巻き込まれた際、毒斎が哲山に放った手裏剣の1つが当たり、それが致命傷となり、哲山に看取られながら息を引き取る。
哲山は「母さんの死を引きずってほしくない」という思いから、我が子たちに真実を伏せ、早苗は事故で亡くなったと告げたり、写真を隠したりしていたが、学が大きくなったことを機に写真を見せ、また早苗と瓜二つの松本秋子が毒斎に襲われたことを機に早苗の死の真相も明かした。

### 国際秘密捜査官
柳生 レイ（） / 貴忍 麗破（）
裏柳生の流れを汲むくノ一。登場時は敵か味方か分からない謎のくノ一として闘破たちの前に現れた。闘破を守る密命を帯びており、後に仲間になる。不思議な力を秘め、瞳の輝きとともに開放される。彼女もまた、パコを地球に運んだ宇宙人の末裔であり、闘破に輸血可能なのは彼女の血だけである。
第11話で力を使い果たして記憶喪失となり、第13話では筑波山で庇護されている様子が描かれた。第24話で記憶を取り戻して戦いに復帰した。
- デザインは村上克司が担当。刀の鍔と柄のデザインはプレックスが担当。

飛鳥 竜（） / 槍忍 突破（）
麗破と共に活動し、闘破の戦いをサポートする青年忍者。槍の使い手。第24話で新たな任務のため日本を離れる。
- デザインは村上克司が担当。

### 世界忍者
城忍 フクロウ男爵（）
十字軍の血をひく誇り高きイギリス忍者。馬術に長け、白馬「十字号」を駆って颯爽と現れる。愛剣「十字王剣」や十字架形手裏剣と鞭による戦いが得意。鎖帷子に十字のマークがついた金の兜を被っており、見た目は忍者というより十字軍の騎士である。
敬虔なキリスト教徒であり、パコを利用して日本のキリシタン殉教者を弔い、また貧富格差のない平和な世界を築こうと考えており、後に磁雷矢の力強い味方となる。一人称は初期は「私」、中盤からは「アイアム」。第1話での「アイアム偽者などノーサンキュー！」というセリフのように英語混じりの日本語で話す。
哲山とは過去に因縁があるような言動が見られるが、和解。第9話で毒斎との戦いで川に落とされて死亡したかと思われていたが、第19話で再登場した。最終決戦ではロケットマンや馬風破、ワイルドたちより先に磁雷矢に加勢した。
- デザインは村上克司が担当。

牢忍 ハブラム（）
トルコのトプカプ宮殿を守る恰幅の良い白塗りの忍者。モヒカンと黒いマスクがトレードマーク。怪力が自慢で、大刀とナイフ、鎖分銅が武器。
根は真面目で敬虔なイスラム教徒で、どこにいてもコーランの祈りを欠かさない。また、イビキが物凄い。
第3話で妖魔一族の計略により磁雷矢と敵対するが、すぐに和解する。第15話では自分のミスで魔忍シルビアを復活させてしまい、山地家に協力を依頼した。
- デザインは村上克司が担当。

異形忍 紅トカゲ（）
第5話で初登場した刀剣マニアの忍者。額に紅いトカゲが付いた金の三角頭巾を被っている。名高い刀剣に目がなく、磁雷矢の磁光真空剣をも奪おうとする。後に和解するも、パリで発見された武田信玄の愛刀「信虎」や、宇宙忍デモストが過去に失った愛刀「暗黒剣」を巡って磁雷矢と繰り返し対立することになる。
「忍法・剣法の奥義を極めるため、世界各地を放浪している」という実力は超一流で、毒斎をして「一分の隙も無い、恐るべき使い手」と言わしめたほど。トカゲ模様の丸い鍔の大小の刀を差し、大トカゲに変身する術が得意で、素早い動きでトカゲ模様の手裏剣やトカゲ爆弾、アームランチャーといった飛び道具を放ち、相手を攻撃する。
- デザインは村上克司が担当。

紙忍 折破（）
紙を自在に操る紙忍一族の抜け忍ハンター。第12話で悪事に手を染めるようになった紙忍一族を抜け出した抜け忍・三村の命を狙う。しかし、三村の娘・かすみへの愛情と三村が自分を庇って死亡したことから、忍びを捨て自分も抜け忍となった。
その後、山中湖畔で生活するも、第26話で妖魔一族の計画に巻き込まれて忍に戻ることになる。紙人形から下忍（紙忍下忍、山伏、渡世人、兵隊）を作り出す他、奥の手としてハサミを分解して手裏剣にする。第45話でかすみ共々、紙忍一族頭領に斬り殺されたが、磁雷神の力で転生することとなった。
- デザインは村上克司が担当。

爆忍 ロケットマン（）
アメリカ合衆国を代表する世界忍者の1人。白いロケット型の三角頭巾を被った火薬術の達人で、ロケットランチャーやミサイル手甲を放つ他、背中のロケットランチャーで飛行する。短剣も装備しているが、接近戦に弱い。前部に銃を備えた白いバイクを持っている。
ベトナム戦争に参加して多くの戦果を挙げたのだが、戦場で幼い少女タオと出会ったことをきっかけに戦死を偽装して姿をくらまし、タオを娘として育てていた。第14話で妖魔一族が彼の名を騙って恐喝爆破事件を起こしていたため、濡れ衣を晴らすために初来日。第44話ではタオと共に再来日するが、妖魔一族にタオを人質に取られて磁雷矢と戦うことになる。最終決戦ではフクロウ男爵や馬風破、ワイルドと共に磁雷矢に加勢した。
- デザインは村上克司が担当。2017年のインタビューで村上は、ロケットマンに明確なモチーフはあるが、現在の放送規制では口に出すことが憚られるものであることを語っている。

雷忍 ワイルド（）
ビリー・ザ・キッドの血を引くというアメリカ西部の賞金稼ぎで「北軍忍官」なる異名を持つ。忍者装束の素材はブルーのデニム。勝負をするためとは言え、卑怯な奴は大嫌いと言いながら、人質を取る矛盾したことも平気でする。
マグナム銃の名手で、黒鞘、ナイフも強力な武器。第20話で妖魔一族がかけた賞金目当てで磁雷矢を狙うも、妖魔の裏切りで磁雷矢と共闘する。その後、母国へ帰るための旅費を稼ぐため、温泉で早撃ち披露の営業を行うなどあけぼの芸能社の芸人として働きつつ、第33話で磁雷矢に再挑戦するも敗北。以後は磁雷矢の味方となった。最終決戦ではフクロウ男爵や馬風破、ロケットマンと共に磁雷矢に加勢した。
- デザインは村上克司が担当。

聖忍 アラムーサ（）
第21話に登場。アラブの砂漠地方で神に仕える聖忍一族の1人。大刀とナイフの使い手。砂鉄の混じった砂嵐を起こして相手の武器を砂鉄で封じるサンドブリザード、聖忍一族に伝わる手裏剣を投げつけてガソリンや電気などのエネルギーを奪い尽くす月の怒り、巨大な物体も浮上させる重力虚脱の術、光る弓矢で磁雷神を封じる魔神封じの術、念動力、透明化、空中浮遊などの強力な聖忍法を操る。額の赤い石が忍法の源。
人里離れた砂漠の真ん中で修行していたため文明社会に疎く、東京都知事の恐喝を企む妖魔一族に騙されて東京のガソリンを奪い、さらに磁雷矢と敵対するが、すぐに和解する。第47話ではクモ御前に操られて磁雷神の破壊に利用されたが、失敗に終り正気に戻った。
- デザインは村上克司が担当。

火忍 チャンカンフー（）
第4話に登場。妖魔一族に協力する香港出身の世界忍者。90歳。炎を操り、パコで不老不死の秘法を手に入れようと企む。鎖鎌の鎖で敵を縛り付け、幻の炎でダメージを与え、さらに相手の戦う心を奪う三病の術が使える。三病とは「恐怖にとりつかれるな。敵を軽く見るな。考えすぎるな」という戒めであり、闘破は敵を軽く見た結果、恐怖心の術をかけられ、戦えなくなってしまった。
忍刀と鎖鎌、ヌンチャク、三節棍が武器。磁雷矢に倒されたが、第10・11話では息子が復讐に現れた。息子は三節棍の使い手で、ラーメンの麺を投げつけて身動きを封じる香港特製ラーメンが使える。
- デザインは村上克司が担当。

音忍 宇破（）
第6話に登場。冷酷非情な悪の忍者・音忍一族の生き残りで、虚無僧のような姿をしている。一族を滅ぼした戸隠流への復讐のために、妖魔一族に雇われる。尺八を吹くことで、相手を操る忍法人操りや、霧を発生させてそこから幻の下忍 霧を出現させる秘術魔界陣などの術を使う。
磁雷矢に倒されたが、第32話で毒斎により五体を繋ぎ合わされて再生、St.マリアナ女子学院海浜寮にいる超能力少女を探して手下にするための幽霊騒ぎに利用された。この時は尺八からビーム弾を出したり、前と同じく下忍 霧を駆使したりして戦った。
- デザインは村上克司が担当。

獣忍 マクンバ（）
第7話に登場。ケニアのゲリラを組織している世界忍者。日本の貿易商社社長・宮村と密輸取引をし、密猟した動物の毛皮と引き換えに武器を手に入れていた。
哲山の愛弟子でアフリカの野生動物密猟取締官・ジョウを殺したが、彼の手紙が山地家に届いたことをきっかけに磁雷矢と戦うことになる。さらに、宮村商事の武器を狙い始めた妖魔一族とも対立する。磁雷矢に倒されたが、25話で彼の双子の兄が復讐に現れた。兄は妖魔一族と手を組んで動物たちを攫い、原始アフリカの昔から伝わる邪神ダダの像に動物たちの悲鳴を聞かせることで、弟を復活させて磁雷矢に挑んだ。
- デザインは村上克司が担当。マクンバの兄は篠原保が手掛けたが、デザイン画集『奇怪千蛮』の時点ではデザイン画は未発見であった。

剛忍 アブダダ（）
第8話に登場。アメール民主共和国のマイラ特別平和大使の叔父だが、独裁王制を復活させるためにマイラの暗殺を企む勢力の一員でもある。兄の娘を直接手にかけることをためらって100カラットのダイヤモンドと引き換えに妖魔一族にマイラの暗殺を依頼する。武器は短刀と二連装ハンドショット、黒の棍棒。不思議な粉によって大爆発を起こす妖術も使える。忍者装束の頭にはターバンを巻いている。
- デザインは村上克司が担当。

漢忍 緑龍（）
第10・11話に登場。妖魔一族に協力する世界忍者で、香港の麻薬密輸組織の一員。過去に自分の組織を壊滅させた突破を恨んでいる。
酔拳の使い手で、ヌンチャクや青龍刀も使いこなす。幻術で撹乱しながらヌンチャクで連続攻撃をしかけ、さらに「火炎龍」を生み出して爪や幻の炎で攻撃させる魔拳・金剛拳を使う。チャンカンフーの息子と手を組んで、一度は磁雷矢たちを追い詰めたが、第二装着した磁雷矢に倒された。
- デザインは村上克司が担当。

祭忍 ギュウマ（）
第13話に登場。カンボジア出身。磁雷矢を倒して世界一の忍者になり、同時にパコのボードも奪おうと企んだが、逆に返り討ちにされた。角からビームを放つ。色とりどりの布から4人の下忍を出現させる。
第42話では非情な性格の二代目が現れ、山地兄弟の母・早苗に瓜二つの下忍・松本 秋子（）をスパイとして送り込む。しかし、山地家の優しさに触れた秋子に裏切られた。
- デザインは村上克司が担当。

魔忍 シルビア（）
第15話に登場。血を見ることを至上の快楽とする根っからの殺人鬼にして中世ヨーロッパで恐れられた魔女。イスタンブールの宮殿地下に封印されていたが、牢忍ハブラムが彼女の魔剣を掘り出し、引き抜いてしまったために復活した。
妖術や催眠術を操るほか、魔剣から電撃を放ち、魔剣を狙う妖魔一族を一人で返り討ちにする実力を持つ。倒された後魔剣は闘破の手により、富士の湖に沈められた。
- デザインは雨宮慶太のラフデザインを元に篠原保が仕上げた。

化忍 パルチス（）
第19話から登場する、世界忍者でも屈指の変装術の達人。動物以外なら、誰にでも化けられるという。妖魔一族ではないが、毒斎のことを「様」付けで呼ぶ。フリーエージェントの忍者らしく、第19話と第22話では妖魔一族に雇われて協力、第31話ではパリで発見された武田信玄の愛刀「信虎」を盗み、国際窃盗団と手を組んで金儲けを企むも、磁雷矢に倒される。しかし、死んではおらず第40話で再登場、妖魔一族に再び協力する。第48話ではシルバーシャーク、デビルキャッツと組んでパコを狙うが、磁雷矢に3人まとめて倒された。
- デザインは村上克司が担当。

鉄忍 ガメッシュ（）
第23話に登場。科学を犯罪に利用して世界を制しようと企む鉄忍一族の上忍。数人の手下を引き連れている。忍刀、片目の義眼に装備されているブーメランナイフ、電流を流す鎖鎌が武器。鎧から放つ赤色光線で磁気嵐を起こす鉄忍法磁気嵐、相手の影に忍び込む鉄忍法闇隠れが使える。第29話で学が見た夢によると西ドイツ出身。
妖魔一族の情報により、スミス、ブラウン、シュミットの3人の博士を誘拐して利用しようと企むも、妖魔一族との内輪もめで失敗。磁雷矢に倒された。第40話では2代目のガメッシュ002が現れ、デモストと手を組んで磁雷矢を狙うも、馬風破に敗れる。
- デザインは村上克司が担当。

水忍 シルバーシャーク（）
第24話で初登場。カリブの海賊の末裔で、財宝を狙って世界中の海を泳ぎ回っている殺し屋。水中戦が得意で、銛を発射する水中銃が武器。妖魔一族と手を組み、キャプテンクックの財宝を狙う。第24話では、右腕を傷つけられただけで撤退し、その後第40話で再登場、パルチスと共に妖魔一族に協力するも、ガメッシュ002の罠にかかって倒される。第48話で復活するも、パルチス、デビルキャッツもろとも磁光真空剣の錆となる。
- デザインは村上克司が担当。

花忍 夢破（）
戸隠流の流れを汲む浜名湖の花忍一族の上忍くノ一。子供のころに両親に捨てられ、頭領の村上源一郎に娘として育てられた。呪われた鎧「魔王」を悪の手から守り続けていた。桜の小枝から刃物となった花吹雪を放ち、さらにそれを操る忍法花吹雪が使える。第32話では恵美破や麗破と組んで宇破たちと戦った。
- デザインは村上克司が担当。

闇忍 デビルキャッツ（）
第36話に登場。世界的な宝石泥棒で、普段は占い師「黒猫」として生活している。「宝石は私が神から与えられたもの」と豪語するほど傲慢かつエラそうでプライドが高く、こそ泥呼ばわりされることを嫌う。真ん中で分離する手槍的な剣とビーム銃を持つ他、タロットカードから僕を作り出す術が使える。磁雷矢に敗北し、麗破に逮捕された。
その後脱獄したらしく、第48話でシルバーシャークやパルチスと共に再登場したが、あっけなく磁雷矢に倒された。
- デザインは村上克司が担当。
- 企画段階では義賊という設定だった。

宇宙忍 デモスト（）
第37話で初登場。2,300年前に宇宙の彼方の第三銀河系・暗黒星からやって来た宇宙の忍者。金剛山の地底洞窟内にある処刑場に幽閉されていたが、磁雷神復活の際の地殻変動で脱出した。
自分を封印した宇宙人の子孫である磁雷矢を執拗に付け狙う一方で、パコのエネルギーを利用して地球の富を手に入れ、パコを地球ごと破壊して暗黒星に戻ろうと企む。第41話で処刑場に幽閉された際に失い、紅トカゲが発見した磁光真空剣と同等の力を持つレーザー刀暗黒剣を奪い返す。胴体から頭部が分離して空を飛び、頭部を破壊されても再生できる。顔から怪光線や手から電撃による攻撃、念力、相手の心を読む術も使える。手裏剣は刀を溶かしてしまう。第49話で磁雷矢との決着の時に磁光真空剣・真っ向両断で右腕を斬り落とされた後、消滅した。
- デザインは村上克司が担当。暗黒剣のデザインは篠原保が担当。

宝忍 ジャンヌ（）
第40話に登場。カナダで星占いをしている女性日系忍者。鎧の胸部からダイヤモンドの吹雪を放つダイヤモンドシャワーが使える。貧しい故郷を思う気持ちをデモストに利用されて磁雷矢を罠にはめるも、最期は自爆して磁雷矢を救った。
- デザインは村上克司が担当。

灼忍 ストローボ（）
第43話に登場。かつて世界一の忍者を目指して哲山に挑戦したが敗北し、右腕を失った。それでもなお、右腕を義手に改造して、哲山に復讐する機会を伺っていた執念深い男。加えて、世界忍者たちも恐れて相手をしないといわれるほどの残忍さを誇る。哲山に苦しみを与えるため、まずは闘破の命を狙う。
黄金の鎧を身につけており、その胸から100万ボルトの閃光を放って敵を失明させる灼光の術を使う。この術で失明すると、雲取山に咲く赤い山百合の根でしか治療できない。レイピア風の剣とハンドミサイルが武器。
- デザインは村上克司が担当。

### その他の忍者
ヘンリー楽珍（）
本作品におけるコメディリリーフ。闘破たちの活動に何かと首を突っ込むおかしな占い師。彼の占いは時に事件の解決に繋がる時もある。また、ケイに一目ぼれしているが全く相手にされていない。終盤に彼が忍者である事実が明かされるが、出来が悪く破門された過去がある。その時には手裏剣を投げて闘破のピンチを救った。

スミス博士
アメリカの天才科学者で、哲山の一番弟子でもある。スターウォーズ計画に自分の研究を利用されることを恐れ、哲山の手を借りて日本に亡命していた。忍法と科学技術を融合させ、世界の平和に役立てることが夢。
緑龍とチャンカンフーの息子に破壊されたジライヤスーツを修理・強化した他、闘破の愛車をブラックセイバーに改造するなど、磁雷矢の新装備の開発に尽力した。人間の脳に直接働きかける光線を放つ万年筆型の装置を持つ。鉄忍ガメッシュに囚われた際は、忍法縄抜けの術で脱出した。

伊予 野二郎（）
第27話に登場。飄々とした雰囲気ではあるが、野性の動きを得意とする、元は戸隠流で一、二を争う実力者。一線を退いて四国の松山に住んでいたが、哲山に頼まれて上京。闘破を打ち負かしてジライヤスーツと磁光真空剣を奪い、調子に乗っていた闘破の鼻をへし折った。闘破は特訓の末、心を無にして全身をアンテナ代わりにする察気術を会得し、野二郎に勝利する。

カトリーヌ
パリ警視庁の秘密捜査官のくノ一。第29話にて迷子のフランス人女性として登場し、第31話にてその正体が明らかとなる。

花忍 黒猿（）
第17・18話に登場。花忍一族上忍。子供のころに両親に捨てられ、夢破と共に村上に育てられたが、鎧「魔王」を使って世界を征服しようとする野心から花忍一族の半数と共に一族を裏切って村上を殺害する。浜名湖の洞窟に眠る「魔王」を装着し、忍びの世界に自分の名前を轟かせる目的で、磁雷矢の前に立ち塞がる。その際、毒斎からは「魔忍黒牙（）と名乗るがよい」と言われているが、妖魔一族をも支配するつもりだったため一蹴した。

魔王（）
装着した者を阿修羅に変えると伝えられる呪われた鎧。弓も銃弾も通さず、相手の戦う気持ちに反応して強力な霊気を放つため、闘志を沈めながら接近し、剣を突き立てないと倒せない。装着した黒猿が磁雷矢に倒されて、残った鎧は再び封印された。

杉谷 悪之坊（）
第28話に登場。邪悪忍法の使い手で、十字鎌槍の達人。17年前、闘破の本当の両親である半蔵と千代を殺した犯人である。手下と共に戸隠連峰に長年潜んでいたが、ボードを狙って戸隠村を襲撃し、磁雷矢に瀕死の重傷を負わせる。最終的には磁雷矢に討たれた。
- デザインは雨宮慶太のラフデザインを元に篠原保が仕上げた。篠原は、自身でもラフ画を描いてみたがイメージが湧かなかったと述べている。デザイン画では赤系の配色であったが、実際の造型では白系となった。

邪忍 黒い茨（）
第30話に登場。忍びの世界の長老・越村 玄斎（）によって、「悪い奴に茨のムチをくれてやるように」とその名を与えられ、優秀な忍者に育てられた。しかし、病院に行く金がなかったばかりに母親が亡くなったことで心が歪み、「世の中すべて金だ」と悪事に手を染めるようになった。
4年前に玄斎に葬られたと思われたが生きており、爆破事件を引き起こして政府を恐喝しつつ、玄斎への復讐を企む。茨による攻撃が得意。
- デザインは雨宮慶太のラフデザインを元に篠原保が仕上げた。

紙忍一族頭領（）
第45話に登場。紙忍一族を、金のために平気で人を殺す暗殺集団に変えてしまった元凶。抜け忍となった折破とかすみを始末するために妖魔一族と手を組む。竜に変化する竜巻の術が得意。

## ジライヤの装備・戦力

### 武装
ジライヤスーツ
戸隠流忍者に伝わる忍者装束。闘破はこれを装着して磁雷矢になる。普段は戸隠流忍法武神館の天井に隠されている。実はパコを地球に運んだ宇宙人が着用していた宇宙服および宇宙金属であった。材質は隕石を元に作られたジライファイバー。
それまでのシリーズ作品では、一部の例外を除き主人公が変身コールで変身していたが、本作品では主人公が手動でスーツを装着して変身する描写が見られた。ごく初期には自宅で変身という出動シーケンスも見られたが、基本的には他の忍者たちも含め、どこでも一瞬で衣装を変身できるという形で描かれている。

ジライヤパワープロテクター
第11話で初登場。スミス博士が開発した、ジライヤスーツの強化パーツ。目の部分を覆う透視・分析能力を持った特殊スコープのジライサーチャー、肩当て、喉当て、膝当てのセット。これをジライヤスーツに追加装着することを「第二装着」と呼ぶ。

磁光真空剣
戸隠流に伝わる刀で、磁雷矢の必殺武器。磁雷矢の「磁光真空剣!」の叫びと共に光り輝くレーザー刀になる。各回の戦闘シーンでは、レーザー刀で斬られた受けた敵は、7色の光に包まれて散り、消滅する演出がなされている（実際には倒された敵の身体は消滅せずに遺骸の一部が残っていたり、また消滅の演出が入った場合でも生存したりしている場合がある）。第28話でレーザー刀の機能を発動できるのは、宇宙人の子孫である闘破だけであることが判明している。ジライヤスーツ同様、300光年の彼方から飛来して北極の氷河に埋まっていた隕石に似た物質でできている。普段は戸隠流忍法武神館の鏡の中に隠されている。己の意志を持っている（第41話）。
最終話、磁雷神と共に地球からパコを離脱させるための起爆剤となり、宇宙の彼方へと飛び去っていった。
その後、『手裏剣戦隊ニンニンジャー』第34話において、ジライヤ手裏剣の導きによって地球に帰還。再び磁雷矢の武器となった。この際、アカニンジャー超絶に貸与され、磁光真空忍烈斬という必殺技にも用いられている。

ジライバスター
第13話で初使用した光線銃。山地家伝来の武器。麻酔弾のメディカルカートリッジ、通信弾の通信カートリッジ、岩石破壊弾の器物破壊カートリッジの3つの使い方が可能だが、必殺武器としての殺傷能力はない。
『ニンニンジャー』第34話ではホルスターに入れたまま撃っている。

### 必殺技
磁光真空剣・真っ向両断
磁雷矢が最も得意とする必殺技。敵を縦に斬りつけ、さらに横に斬る。

磁光真空剣・横一閃
真っ向両断とは逆に敵を横に斬りつけてから縦に斬る。3人の敵を一度に斬る横一閃三人斬りもあり、第14話と第48話で使用。

磁光真空剣・稲妻落とし
磁光真空剣に雷を集め、それを放射して、複数の敵を一度に攻撃する。第8話でアブダダの妖術を破ったが、第18話では「魔王」に破られた。

磁光真空剣・斜め両断
第二装着して使用する必殺技。敵を斜めから横に斬りつける。第12話と第13話、第18話、第23話で使用。

磁光真空剣・飛翔斬り
第二装着して使用する必殺技。カーブしながらX字に斬りつける。第20話で妖魔一族のメカ「バッファロー」を倒した。

磁光真空剣・銀杏斬り
第二装着して使用する必殺技。空中回転しながら斬りつける。第29話で、妖魔一族の兵器「巨大砲」を破壊した。

磁光真空剣・十文字斬り
第二装着して使用する必殺技。真っ向両断の強化版。より素早く敵を斬る。第29話で毒斎の左腕を傷つけたほか、第45話で紙忍一族頭領を倒した。

鬼火の術
第38話で哲山から伝授された術。鬼火を飛ばす。クモ御前の蜘蛛の妖術を破った。

磁光真空剣 一輪車断
第二装着して使用する必殺技。剣を回転させてから斬りつける。第44話で使用。

磁光真眼斬り
第48話で哲山から伝授された戸隠流の極意。心を無にして全身をアンテナ代わりにする「察気術」で敵の動きを見抜き、回転して敵を斬る。鏡の向こうの自分を斬ることが可能。デモストの右腕を切り落とし、毒斎の仮面を割った。なお、毒斎に対しては、磁光真空剣ではなく、哲山から借りた太刀を使用している。

### メカ
ブラックセイバー
16話より登場した磁雷矢の乗る忍者カー。黒星馬と表記されることもある。哲山の「忍術と科学の融合」という思想のもと、闘破の愛車であるZ31型フェアレディZ（前期型、Tバールーフ、AT車）をスミス博士が改造して完成させた。外観は一般車だが、超高性能レーダー（改造前から使用）、リトラクタブルライトユニット内のポップアップ式マシンガン、ミサイルやアンカーを射出するボンネット内蔵のランチャー、リアホイールのホイールカッター、バンパー部から出てくる赤い撒菱など数々の特殊装備を搭載している。リモコン操作が可能。爆弾でも破壊できないほどの頑丈さを誇る。

忍者カー
フェアレディZ。「チャララララ」と音を鳴らす。音以外の改造はしていない。ナンバーは「品川33や27-12」（2話まで）。3話以降、ボンネットにジライヤの額部分の模様が描かれる。

磁雷神
金剛山の地底から出現した約20mの巨大な武神像。胸部に磁雷矢が合身することで初めて駆動する。それまでは全く動かず、劇中で巨大な埴輪とも形容された。金剛磁雷剣や風車槍などの武器を振るい、秘宝パコの守護神として巨悪に立ち向かう。かつて1,500年前にパコを守護する目的で、聖徳太子の手により建造されたという。磁雷神は第34話での初登場をはじめとして計6回登場しているが、巨大な敵と戦ったのは、第35話の妖魔巨獣ゴーマと最終話の巨大毒斎のみである。普段は兜の吹き返し部分を閉じて、首から下を「磁雷神」と彫られた岩のカバーで覆っており、玩具でもこの封印状態を再現可能だった。

## 妖魔一族
鬼忍 毒斎が率いる悪の忍者集団。秘宝パコの入手と犯罪による金儲けを主な目的としている。劇中では各地で陣幕を立ててアジトとする描写があったものの、日本のどこかにあるとされる本拠地については終始、その全貌が描かれることはなかった。
鬼忍 毒斎（）
鬼の仮面で素顔を隠した妖魔一族の頭領。忍装束の背中には般若が描かれている。かつては哲山と同じ戸隠流の忍者だったが、私利私欲に取りつかれて秘宝パコの在処が記されたボードの半分を奪い逃亡、妖魔一族を興した。
悪の首領らしい振る舞いをする反面、一人娘の紅牙への愛情は深かったり、クモ御前にだけは頭が上がらなかったりするほか、約束事を守る律義さといった、人間臭さも見られる。悪の首領としては珍しく前線に出て戦うことが多い。
第37話以降、本当の力を発揮するようになり、腕から光線を放ったり、仮面の下に哲山の顔を見せて磁雷矢を惑わせたり、蛾に化けたりするなどの術を使うようになる。代わり身の術も得意とし、磁光真空剣真っ向両断を躱したこともある。最終決戦において、仮面の下には実体がないことが判明。磁雷矢との一騎討ちで左胴を斬られたことが致命傷となって最期を迎えた。
玩具カタログの設定では影武者が控えているとされている。
- デザインは、上半身を村上克司、全身はプレックスが担当。

蝶忍 紅牙（）
毒斎の一人娘。宝石好き。変装や諜報活動が得意で、闘破や小学生の少女にも化けられる。使用する手裏剣は八方手裏剣。妖魔忍法乱れ蝶が得意技。最終決戦で力の差を感じ、忍者刀を捨てて戦闘を放棄して撤退、その後の消息は不明。
- デザインは村上克司が担当。

星忍 烈牙（）
主に前線での活動の指揮を執る青年忍者。弓矢が得意。額の十字手裏剣から光線を放つほか、妖術で炎を作り出す。最終決戦で刀を捨てて紅牙とともに撤退し、その後の消息は不明。
- デザインは村上克司が担当。

鳥忍 カラス天狗（）
多数いる下っ端の忍者。その名の通り烏天狗のような姿で、自在に空を飛び、飛行時は平泳ぎのような格好をする。常に3人1組で行動し、吹き矢やマキビシ爆弾なども使う。「〜でやんす」が口癖。羽の付け根の色は、青、黄、黒と各人ごとに異なる。
次回予告のナレーションにも登場し、その際は「みんな、見るでやんす！」と発言。第49話では力の差を感じ、3人とも降参した。
- デザインは村上克司が担当。
- スーツアクターを務めた宮崎剛は、第1話・第2話の撮影ではアクション監督の金田治からの要望によりコミカルな演技を行ったところ、プロデューサーから主役が目立たなくなるため抑えるよう要求されたという。

妖忍 クモ御前（）
第37話で初登場。毒斎とは旧知の女忍者で、クモと人間の化身。電気を帯びたクモの糸やクモ爆弾、クモ変化、亡霊世界忍者軍団召喚といった様々な妖術で敵を苦しめる。通常の姿を「表のクモ御前」、変装した姿を「裏のクモ御前」と呼ぶ。毒斎をいびるなど強気な面も見せる。最終決戦で哲山をクモ変化の術で惑わすも見破られてしまい、刀を突き刺されて最期を迎える。
- デザインは当時大学生であった篠原保がラフデザインを手掛けていたが学業の都合で担当を外れ、雨宮慶太が完成デザインを担当した。雨宮は、『時空戦士スピルバン』で曽我が演じる女王パンドラをデザインしており、曽我だから担当したのかもしれないと述懐している。篠原は後に『恐竜戦隊ジュウレンジャー』で曽我が演じる魔女バンドーラのデザインを手掛けリベンジを果たしている。

妖魔特殊忍者群
第16話に登場した妖魔一族の精鋭忍者集団。火、水、木、土の4人がおり、それぞれ全身を炎で包んで火の玉を飛ばす火遁の術、水と同化して高圧水流で攻撃する水遁の術と水上を高速で走る忍法水面走り、丸太に化けて体当たりする木遁の術、地中から攻撃する土遁の術を極めている。「遁術」も参照。
さらに5人目として体を竜巻で包んで超高速で突進する“疾風の術”と風を自在に操る木霊伝えの術などの風遁の術の使い手・風が加わる。風は、風の吹きすさぶ夜に家族を失ったため、風の音を聞くと戦えなくなるのが弱点で、それを克服するために術を磨いたが、克服できなかった。
磁雷矢と交戦し、追い詰めながらも風がトラウマでトドメを刺せなかったことから、磁雷矢の反撃に遭い、水は得意の水中戦で磁光真空剣で斬られ、火と木と土の3人は、黒星馬のミサイルで戦死。最後に残った風は、崖から落ちそうになっているところを磁雷矢に助けられそうになったが、「情けは無用」と拒んで自ら落ちていく道を選んだ。
- デザインは篠原保が担当。

風忍 馬風破（）
妖魔特殊忍者群・風が改造手術を受けて再生されたサイボーグ忍者。フルフェイスヘルメットと黒いライダースーツといういでたちである。戦死した特殊忍者群の能力を移植されたことで特殊忍者群全員の能力を持つが、風のトラウマも引き継いでいる。
磁雷矢のブラックセイバーと互角の性能を誇る強化バイクのシャドーマッハを乗りこなし、ピストルや仕込み杖で戦う。
卑怯なやり方を嫌い、後に妖魔と袂を分かって磁雷矢の味方となる。第29話で世界忍者と表記される。最終決戦ではフクロウ男爵やロケットマン、ワイルドと共に磁雷矢に加勢した。
- デザインは村上克司が担当。
- 春田の出演は第16話のみで、その後は素顔を見せることがなく、声も森篤夫が担当していた。

シャドーマッハ
風忍馬風破が乗るスーパーバイク。右側のヘッドライトの中にレーザービーム砲を装備している。第49話では、ダミーマフラーのショットガンも使用した。

妖魔巨獣 ゴーマ
第34・35話に登場。毒斎が、ヒマラヤの密教の流れを汲む妖術使いの髑髏の力で作り出した巨獣。槍を振り回し、口からは炎を吐いて暴れる。最期は磁雷神に倒された。
- デザインは篠原保が担当。スーツは篠原がデザインした『超人機メタルダー』のドグギャランを改造したもので、篠原はドグギャランでの反省点を生かそうと意気込んでいたと語っている。モチーフは狛犬で、日光東照宮のものを参考に描いている。

キラー、コマンド
第34・35話に登場。傭兵忍者の二人組。キラーはガメッシュの鎖鎌、コマンドはアブダダのハンドショットと長槍が武器。

## 秘宝パコ
2,300年前、宇宙の彼方から地球に飛来してきたタイムカプセル。太陽と同等の超エネルギーを秘めており、妖魔一族や世界忍者たちはこれを手に入れんと鎬を削り続けてきた。所在を記した粘土板（ボード）が存在するが、かつて毒斎が逆心した際の乱闘で真っ二つに割れ、半分は哲山が、残り半分は毒斎が握っている。
その正体は実は暗黒星から飛来したエネルギー生命体で、侵略が目的だったが地球人の優しさに触れ改心、磁雷神の中で眠っていた。自分を届けた宇宙人たちの末裔である麗破の口を通して意思を伝える。
- 本体および粘土板は篠原保がデザインを担当[13]。

## キャスト
山地哲山を演じた初見良昭は、実際に戸隠流の第三十四代宗家、つまり本物の忍者であり、忍術アクション指導も行っている。また、劇中で登場する忍法道場「武神館」の名は、初見が戸隠流を含む九流派を統合した「武神館武道」に由来する。戸隠流は「とがくれりゅう」「とがくしりゅう」の2通りの読みがあるが、本作品では前者で統一されている。
ナレーションには、前々作『時空戦士スピルバン』以来の大平透を起用。第1話から第5話までの次回予告では「みんな見てね!」のセリフが最後に入り、後に省略されることもあったが、第6話以降は鳥忍カラス天狗の「みんな、見るでやんす!」に変更された。

### レギュラー・準レギュラー
- 山地闘破 / 磁雷矢：筒井巧
- 山地ケイ / 恵美破：関口めぐみ
- 飛鳥竜 / 槍忍突破：広田一成（5・6・8 - 11・13・23・24）
- 山地哲山：初見良昭
- ヘンリー楽珍：鈴木正幸
- 山地学：橋本巧
- 柳生レイ / 貴忍麗破：田谷知子
- 妖忍裏のクモ御前：浦谷ひづる
- 蝶忍紅牙：野原ひろみ（1 - 12・14 - 26・29 - 35・37 - 50）
- 星忍烈牙：永峰稜（1 - 12・14 - 26・29 - 35・37 - 50）
- 城忍フクロウ男爵[43]：須藤正裕（1・2・9・19・29・37・38・46・48 - 50）
- 牢忍ハブラム：大前均（3・15）
- 妖忍表のクモ御前：曽我町子

### 声の出演
- 山地哲山[44]：長沢大
- 鬼忍毒斎：飯塚昭三（1 - 12・14 - 26・29 - 35・37 - 50）
- 星忍烈牙：広森信吾（1 - 12・14 - 26・29 - 35・37 - 50）
- 鳥忍カラス天狗、スミス博士（第11・16話）：山中一徳
- 鳥忍カラス天狗、聖忍アラムーサ（第47話）、水忍シルバーシャーク（第48話）：斉藤茂
- 鳥忍カラス天狗、祭忍ギュウマ（13・49） / 祭忍ギュウマ二代目（42）、鉄忍ガメッシュ（23・29） / 鉄忍ガメッシュ002（40）、特殊忍者群 火：西尾徳
- 火忍チャンカンフー、獣忍マクンバ（7・49） / 獣忍マクンバの兄（25）、異形忍紅トカゲ（第41話）：丸山詠二[45]
- 異形忍紅トカゲ（第5話）：桑原たけし[45]
- 漢忍緑龍（10・11・29・49）、化忍パルチス（19・22・31・40・48・49）、水忍シルバーシャーク（24・40・48・49）、宇宙忍デモスト（37 - 41・46・48・49）：依田英助[45]
- 火忍チャンカンフーの息子：飯田道郎[45]（10・11）
- 爆忍ロケットマン（第14話）、風忍馬風破（16・29・40・46・49・50）、聖忍アラムーサ（21・47）、灼忍ストローボ（43・49）：森篤夫[45]
- 魔忍シルビア：松井菜桜子[45]
- 杉谷悪之坊、暗黒剣：渡部猛[45]
- 異形忍紅トカゲ（第31話）、音忍宇破（6・32・49）：大宮悌二[45]
- 爆忍ロケットマン：平井誠一[45]（14・29・44・49・50）
- 先代ジライヤ：岸野一彦[45]
- ナレーター：大平透

### スーツアクター
- 磁雷矢：山田一善（第4話まで[43]）、的場耕二（第5話以降[43]）
- 鬼忍毒斎[43]、風忍馬風破、鳥忍カラス天狗[要出典]、杉谷悪之坊[43]：金田憲明
- 雷忍ワイルド（第2話）[43]：マイケル・コールマン
- 雷忍ワイルド[43]：石井次郎
- 異形忍紅トカゲ[43]、城忍フクロウ男爵[要出典]、磁雷神[43]、化忍パルチス[43]：菊地寿幸
- 異形忍紅トカゲ[43]、音忍宇破[43]、特殊忍者群 火、磁雷神[43]、爆忍ロケットマン[46]、獣忍マクンバの兄[要出典]：関裕志
- 爆忍ロケットマン（代役）[46][47]、聖忍アラムーサ（代役）[43][46][47]、化忍パルチス[36]：竹内康博
- 特殊忍者群 水[要出典]：塩谷庄吾
- 聖忍アラムーサ[43][46]、特殊忍者群 木、化忍パルチス[36]：青木哲也
- 特殊忍者群 土：矢田幸雄
- 特殊忍者群 風（吹き替え）[48]：今井靖彦
- 火忍チャンカンフー、火忍チャンカンフーの息子[43]：二宮秀夫[43]
- 獣忍マクンバ[43]、灼忍ストローボ[43]、鳥忍カラス天狗[43]：内田博之
- 漢忍緑竜[43]：喜多川務
- 祭忍ギュウマ：剣持誠（13話）、樋口治行（42話）
- 魔忍シルビア：長門美雪
- 鳥忍カラス天狗[43][36]、化忍パルチス[43][36]、水忍シルバーシャーク[43][36]：宮崎剛
- 鉄忍ガメッシュ[43]、宇宙忍デモスト（通常態37～39話）[43]、鉄忍ガメッシュ002[43]：清家利一
- 鉄忍ガメッシュ[43]：坂本修司（29話）
- 闇忍デビルキャッツ[43]、宇宙忍デモスト（通常態40～49話）[要出典]：大藤直樹
- 闇忍デビルキャッツ[43]：徳居寿（48話）
- 宇宙忍デモスト[43]（首なし態）：庄司浩和
- 風忍馬風破[要出典]：園田純也（49・50話）
- 化忍パルチス[要出典]：片桐理（48話）
- 磁雷神[43]：鶴巻昇
- 鳥忍カラス天狗[43]：蜂須賀昭二
- 鳥忍カラス天狗：横山一敏[49]
- 蝶忍紅牙(スタント)：関誉枝恵[50]
- 亡霊世界忍者（49話）
  - 火忍チャンカンフー[要出典]：二宮秀夫
  - 漢忍緑竜[要出典]：片桐理
  - 祭忍ギュウマ[要出典]：野中博之
  - 獣忍マクンバ[要出典]：渡辺実
  - 闇忍デビルキャッツ[要出典]：西村敦也
  - 水忍シルバーシャーク[要出典]：中村喜夫
  - 音忍宇破[要出典]：山本貴浩
  - 灼忍ストローボ[要出典]：中村朋広
  - 剛忍アブダダ[要出典]：西川清和
  - 化忍パルチス[要出典]：中山広樹

### 主なゲスト
- 仙田：江藤漢（3話）
- 女教師：藤井佳代子（5・7・29話）
- 宮村：宮口二朗（7話）
- 剛忍アブダダ：大月ウルフ（8話）
- マイラ：佐藤恵美（8話）
- マイラの侍女：小甲登枝恵（8話）
- ルシア：吉田愛弓（8話）
- 露天商：大山豊（10話）
- スミス博士：スワミ・ボデイ・アクシヤラ（11・16・23話）
- 紙忍折破：日下翔平（12・26・45話）
- 三村啓介：誠吾大志（12話）
- 三村かすみ：上野めぐみ（12・26・45話）
- 頭領：村松達夫（13話）
- 村長：小橋豊太郎（13話）
- 戸隠流忍者：長登敏朗、間中文夫、瀬能秀夫、野口幸夫、大栗紘一、菅純一（13話）
- 風忍馬風破：春田純一（16話）
- 花忍夢破：真継玉青（17・18・32話）
- 花忍黒猿：中村ブン（17・18話）
- 村上源一郎（花忍一族頭領）：河合紘司（17話）
- 刑事：原口剛（19話）
- 東京都知事：高杉哲平（21話）
- さつき：神田亜矢子（22話）
- さつきの父：藤森太介（22話）
- さつきの母：加藤泰子（22話）
- ブラウン博士：ロニー・サンタナ（23話）
- シュミット博士：マルコム・マックロード（23話）
- 津本カヨ（ラーメン小母さん）：船場牡丹（25話）
- カヨの夫：川島一平（25話）
- 矢坂慎太郎：河合要（26話）
- 開発会社社長：きくち英一（26話）
- 伊予野二郎：大葉健二（27話）
- 杉谷悪之坊：金田憲明（28話）
- 千代：東城美帆（28話）
- 半蔵：的場耕二（28話）
- 戸隠流長老（先代）：真弓田一夫（28話）
- 戸隠流長老（現在）：依田英助（28話）
- 医師：森篤夫（28話）
- カトリーヌ：ドロテ（29・31話）
- 邪忍黒い茨：河合宏（30話）
- 越村玄斎（特別出演）：多々良純（30話）
- 野々宮左近：高月忠（33話）
- あけぼの芸能社社長：ビートきよし（33話）
- キラー：大竹浩二（34・35話）
- コマンド：中川清人（34・35話）
- 闇忍デビルキャッツ（占い師黒猫）：ミッキー・カーチス（36話）
- カラス天狗予備軍の子供たち：信永隆文、青木謙介、重永正太、池内康祐、下島裕司（39話）
- 宝忍ジャンヌ：柿崎澄子（40話）
- 松本秋子 / 山地早苗（二役）：吉野由樹子（42話）
- 繭子：桂川冬子（43話）
- タオ：真藤綾（44話）
- タオ（幼年期）：渋谷友紀（14話・44話）
- 紙忍一族頭領：小林勝彦（45話）
- 大学教授の娘あかり：高橋美樹（47話）
- 秘宝パコの声：吉田淳（48 - 50話）

## スタッフ
メインライターは前作の高久進に代わり中原朗が務める予定だったが、第1話で中原が降板したことを受け、本作品ではサブライターを務める予定だった高久が急遽メインを務めたという。パイロット監督は辻理が『時空戦士スピルバン』以来、本シリーズでは2度目の担当となった。
敵側も含めた主要キャラクターデザインの多くを村上克司が担当。デザイン段階では、各世界忍者の出身国などは決まっておらず、遊び心を意識したデザインであるという。ゲストキャラクターの一部や後半のキャラクターは、前作から引き続き参加したクラウドの雨宮慶太や篠原保らが手掛けた。世界忍者の正面以外の武器と背面のデザインはプレックスが担当している。
- プロデューサー：宇都宮恭三（テレビ朝日）、吉川進、折田至（東映）
- 原作：八手三郎
- 連載：テレビマガジン、おともだち、たのしい幼稚園、テレビランド
- 脚本：中原朗、高久進、藤井邦夫、寺田憲史、九鬼隆、小池剛、扇澤延男、杉村升、藤井康浩
- 音楽：若草恵
- アクション監督：金田治、山田一善（ジャパン・アクション・クラブ）
- 監督：辻理、三ツ村鐵治、岡本明久、折田至、新井清、宮坂清彦
- 撮影：瀬尾脩、小泉貴一、工藤矩雄
- 照明：吉岡伝吉、山口利雄、高橋道夫
- 美術：河村寅次郎、宮国登
- 造型：前沢範
- 録音：太田克己
- 編集：菅野順吉
- 選曲：金成謙二
- 効果：大泉音映
- 計測：小泉貴一、田中正博、菅原正
- 操演：羽鳥博幸
- 記録：安藤豊子、栗原節子、石川和枝、天池芳美、水平富喜子、堀ヨシ子、大塚祐子、斉藤りさ
- イラスト：野口竜、雨宮慶太、薄永俊之
- 助監督：伊藤寿浩、石田秀範、道木広志、宮坂清彦、日比野朗
- 進行主任：東正信、下窪信一、阿部文仁
- 制作担当：沼尾和典
- 制作デスク：服部栄子、須田啓一
- 企画協力：企画者104
- 装置：東映美術センター
- 美粧：サン・メイク
- 衣裳：東京衣裳
- 装飾：大晃商会
- キャラクター製作：レインボー造型企画
- 合成：チャンネル16
- 現像：東映化学
- 車輌協力：MAZDA
- ビデオ合成：東通ecgシステム（近藤弘志、峰沢和夫、鈴木康夫、久保一昭）
- オートバイ協力：SUZUKI
- 武芸考証：初見良昭
- 制作：テレビ朝日、東映、旭通信社

## 主題歌・挿入歌
オープニングテーマ「ジライヤ」
作詞：山川啓介 / 作曲：鈴木キサブロー / 編曲：戸塚修 / 歌：串田晃（現・串田アキラ）
- オープニング映像は第12話で変更。最後のカットの磁雷矢が第二装着状態となる。光る磁光真空剣のSEが変更されたのは第39話からであり、磁雷神のカットが挿入される。
- 磁雷矢が客演した『手裏剣戦隊ニンニンジャー』忍びの34ではアバンタイトルで前奏のみ、Cパートで歌唱版が使用された。

エンディングテーマ「SHI・NO・BI '88」
作詞：山川啓介 / 作曲：鈴木キサブロー / 編曲：戸塚修 / 歌：串田晃
- ED映像の最後の方で、闘破・哲山を敵の忍者たちが取り囲むのだが、その忍者の内訳はフクロウ男爵、ハブラム、ワイルド、チャンカンフー、緑龍。
- 歌唱を担当した串田は、キーが少し高めの楽曲で、細目の声にして、優しさを前面に出して歌い、サビになっても強く行かずにそのままセーブしたという。

挿入歌
「磁雷矢参上!」（第17、20、21、23、25、27、30、34、35、37～39、41、50話）
作詞：山川啓介 / 作曲：鈴木キサブロー / 編曲：戸塚修 / 歌：串田晃
- 第23、35話ではインストゥルメンタル版と併用され、第28、47、48話ではインストゥルメンタル版、第29話ではカラオケ版、第15話では前奏、第18話では前間奏、第22、49話では前後奏が使用された。

「光る風」（第27、41、43、45、50話）
作詞：山川啓介 / 作曲：鈴木キサブロー / 編曲：戸塚修 / 歌：串田晃
- 第18、38、40話ではインストゥルメンタル版が使用された。

「闇の狩人〜妖魔のテーマ〜」（第27、34、39話）
作詞：山川啓介 / 作曲：鈴木キサブロー / 編曲：松井忠重 / 歌：串田晃
- 第48、50話ではインストゥルメンタル版、第24、25、28、29、32、33、35、37、41、49話では前後奏が使用された。

「輝け!ジライヤ」（第32、50話）
作詞：山川啓介 / 作曲：瑞木薫 / 編曲：松井忠重 / 歌：筒井巧
- 第30話ではインストゥルメンタル版、第24、44話では前奏、第28、29、36、46話では前後奏が使用された。

「ケイと恵美破〜恵美破のテーマ〜」（第22、24、39、50話）
作詞：山川啓介 / 作曲：鈴木キサブロー / 編曲：松井忠重 / 歌：関口めぐみ
- 第31、46話では前後奏が使用された。

「うなれ磁光真空剣」（第15、16、20、22～25、27、29、31、35、38、41～44、46、47、49話）
作詞：山川啓介 / 作曲：鈴木キサブロー / 編曲：戸塚修 / 歌：串田晃
- 第17、21、30話ではインストゥルメンタル版、第28、30、32、45、48、50話ではカラオケ版、第33、34話では前後奏が使用された。

「空からひびく声」（第27、41、43、45、50話）
作詞：山川啓介 / 作曲：瑞木薫 / 編曲：戸塚修 / 歌：串田晃
- 第18、38、40話ではインストゥルメンタル版が使用された。

「そこにパラダイス」
作詞：山川啓介 / 作曲：鈴木キサブロー / 編曲：松井忠重 / 歌：串田晃
- 第25話ではインストゥルメンタル版、第50話では前奏が使用された。

## 放送日程
| 放送日         | 放送回 | サブタイトル                                | 登場メイン忍者 | 脚本              | 監督       |
| -------------- | ------ | ------------------------------------------- | --- | ----------------- | ---------- |
| 1988年01月24日 | 1      | 磁雷矢VS妖魔一族                            | - 妖魔一族 | 中原朗            | 辻理       |
| 1月31日        | 2      | 城忍 フクロウ男爵                           | - 城忍フクロウ男爵 | 高久進            | 辻理       |
| 2月07日        | 3      | 牢忍ハブラムの秘宝!!                        | - 牢忍ハブラム | 高久進            | 三ツ村鐵治 |
| 2月14日        | 4      | 破れ!! 火忍チャンカンフーの幻術             | - 火忍チャンカンフー                                                                                                  | 藤井邦夫          | 三ツ村鐵治 |
| 2月21日        | 5      | 奪われた磁光真空剣!!                        | - 異形忍紅トカゲ | 高久進            | 辻理       |
| 2月28日        | 6      | 謎の謎は謎謎?!                              | - 音忍宇破 - 音忍一族下忍霧                                                                                           | 藤井邦夫          | 辻理       |
| 3月06日        | 7      | ジャングルのハンター 獣忍マクンバ           | - 獣忍マクンバ | 高久進            | 三ツ村鐵治 |
| 3月13日        | 8      | 暗殺はデートの後で                          | - 剛忍アブダダ | 藤井邦夫          | 三ツ村鐵治 |
| 3月20日        | 9      | ワナワナ罠のパコ作戦                        | - 城忍フクロウ男爵 | 高久進            | 岡本明久   |
| 3月27日        | 10     | 生か死か！霊幻忍法の恐怖                    | - 漢忍緑龍 - 火忍チャンカンフーの息子                                                                                 | 高久進            | 岡本明久   |
| 4月03日        | 11     | 怒りの闘破・真っ向両断!!                    | - 漢忍緑龍 - 火忍チャンカンフーの息子                                                                                 | 高久進            | 三ツ村鐵治 |
| 4月10日        | 12     | 折鶴のペンダントは愛の誓い                  | - 紙忍折破 | 藤井邦夫          | 三ツ村鐵治 |
| 4月17日        | 13     | 祭忍vs七人の忍者たち                        | - 祭忍ギュウマ - 祭忍一族下忍                                                                                         | 高久進            | 折田至     |
| 4月24日        | 14     | 小さな命に燃えた爆忍ロケットマン            | - 爆忍ロケットマン | 寺田憲史          | 折田至     |
| 5月01日        | 15     | 呪いの魔女伝説                              | - 牢忍ハブラム - 魔忍シルビア                                                                                         | 高久進            | 三ツ村鐵治 |
| 5月08日        | 16     | 風に泣くサイボーグ忍者！風忍 馬風破         | - 風忍馬風破 - 特殊忍者（火、水、木、土）                                                                             | 寺田憲史          | 三ツ村鐵治 |
| 5月15日        | 17     | 夢破I 浜名湖に潜む魔王！                    | - 花忍夢破 - 黒猿（魔王）                                                                                             | 藤井邦夫          | 辻理       |
| 5月22日        | 18     | 夢破II 霊気が燃える大砂丘！                 | - 花忍夢破 - 黒猿（魔王）                                                                                             | 藤井邦夫          | 辻理       |
| 5月29日        | 19     | 武神館を占領せよ！                          | - 化忍パルチス - 城忍フクロウ男爵                                                                                     | 高久進            | 折田至     |
| 6月05日        | 20     | ハロー！雷忍ワイルドは陽気なガンマン        | - 雷忍ワイルド | 中原朗            | 折田至     |
| 6月12日        | 21     | 聖忍アラムーサ・怒りの手裏剣を放て！        | - 聖忍アラムーサ | 寺田憲史          | 三ツ村鐵治 |
| 6月19日        | 22     | 花咲け！美しきくの一忍法                    | - 化忍パルチス | 九鬼隆            | 三ツ村鐵治 |
| 6月26日        | 23     | 毒斎より怖い?! 鉄忍ガメッシュ               | - 鉄忍ガメッシュ | 寺田憲史          | 辻理       |
| 7月03日        | 24     | 海賊キャプテンクックの金貨                  | - 水忍シルバーシャーク                                                                                                | 高久進            | 辻理       |
| 7月10日        | 25     | ペットがいない！ラーメン小母さん大奮戦      | - 獣忍マクンバの兄 - 亡霊マクンバ                                                                                     | 高久進            | 岡本明久   |
| 7月17日        | 26     | おしゃれと危険！ケイと恵美破                | - 紙忍折破 | 藤井邦夫          | 岡本明久   |
| 7月24日        | 27     | 闘破の敵は磁雷矢                            | - 伊予野二郎 | 九鬼隆 小池剛     | 三ツ村鐵治 |
| 7月31日        | 28     | あぶない戸隠流・闘破は誰の子？              | - 杉谷悪之坊 | 高久進            | 三ツ村鐵治 |
| 8月07日        | 29     | 0点小僧の忍者オリンピック                   | - 風忍馬風破 | 小池剛            | 辻理       |
| 8月14日        | 30     | 忍法・ハナちょうちん！                      | - 邪忍黒い茨 - 越村玄斎                                                                                               | 扇澤延男          | 辻理       |
| 8月21日        | 31     | パリで見つかった武田信玄の愛刀              | - 異形忍紅トカゲ - 化忍パルチス - 秘密捜査官カトリーヌ                                                                | 高久進            | 岡本明久   |
| 8月28日        | 32     | 渚のくの一忍法帖                            | - 花忍夢破 - サイボーグ音忍宇破 - 音忍一族下忍霧                                                                      | 藤井邦夫          | 岡本明久   |
| 9月04日        | 33     | ギターかかえた渡り鳥 雷忍ワイルド           | - 雷忍ワイルド | 扇澤延男          | 三ツ村鐵治 |
| 9月11日        | 34     | 出た!! 妖魔巨獣 史上最大の危機              | - 妖魔巨獣ゴーマ - 傭兵忍者キラー - 傭兵忍者コマンド                                                                  | 高久進            | 三ツ村鐵治 |
| 9月18日        | 35     | 天空に立つ磁雷神!!                          | - 妖魔巨獣ゴーマ - 傭兵忍者キラー - 傭兵忍者コマンド                                                                  | 高久進            | 三ツ村鐵治 |
| 9月25日        | 36     | 闇に光る黒猫の目！怪盗デビルキャッツ        | - 闇忍デビルキャッツ                                                                                                  | 扇澤延男          | 岡本明久   |
| 10月02日       | 37     | 2300年生きた男 宇宙忍デモスト               | - 宇宙忍デモスト - 妖忍クモ御前                                                                                       | 高久進            | 岡本明久   |
| 10月09日       | 38     | 奇っ怪!! 百の顔の妖魔一族                   | - 宇宙忍デモスト - 妖忍クモ御前                                                                                       | 高久進            | 新井清     |
| 10月16日       | 39     | 毒グモ爆弾!! 吉か・凶か？                   | - 宇宙忍デモスト - カラス天狗予備軍                                                                                   | 高久進            | 新井清     |
| 10月23日       | 40     | 哀しみのジャンヌ                            | - 宝忍ジャンヌ - 風忍馬風破 - 雷忍ワイルド - 化忍パルチス - 鉄忍ガメッシュ002 - 水忍シルバーシャーク - 宇宙忍デモスト | 杉村升            | 三ツ村鐵治 |
| 10月30日       | 41     | 磁光真空剣V.S暗黒剣                         | - 宇宙忍デモスト - 異形忍紅トカゲ                                                                                     | 高久進            | 三ツ村鐵治 |
| 11月13日       | 42     | さよなら！幻の母上様                        | - 祭忍ギュウマ二代目                                                                                                  | 扇澤延男          | 三ツ村鐵治 |
| 11月20日       | 43     | 少女の祈り！灼忍ストローボ 百万ボルトの恐怖 | - 灼忍ストローボ | 杉村升            | 岡本明久   |
| 11月27日       | 44     | 磁雷神大爆破!! 戦場の父と娘                 | - 爆忍ロケットマン | 小池剛            | 岡本明久   |
| 12月04日       | 45     | 磁雷神の力！愛と希望のかけ橋                | - 紙忍折破 - 紙忍頭領                                                                                                 | 藤井邦夫          | 宮坂清彦   |
| 12月11日       | 46     | 黒い噂・駆けつけろ正義の忍者たち！          | - 宇宙忍デモスト - 城忍フクロウ男爵 - 雷忍ワイルド - 風忍馬風破                                                       | 扇澤延男          | 宮坂清彦   |
| 12月18日       | 47     | 学の初恋・あまりにあぶない金剛山            | - 聖忍アラムーサ | 藤井邦夫 藤井康浩 | 新井清     |
| 12月25日       | 48     | 遂に出た!! 世紀の秘宝パコ!!                 | - 城忍フクロウ男爵 - 宇宙忍デモスト - 闇忍デビルキャッツ - 化忍パルチス - 水忍シルバーシャーク                        | 高久進            | 三ツ村鐵治 |
| 1989年01月15日 | 49     | 世界忍者！金剛山に大集結!!                  | - 城忍フクロウ男爵 - 爆忍ロケットマン - 風忍馬風破 - 雷忍ワイルド - 宇宙忍デモスト - 亡霊世界忍者 - 巨大毒斎          | 高久進            | 三ツ村鐵治 |
| 1月22日        | 50     | 妖魔一族の最期！さらばパコ＝磁雷神!!        | - 城忍フクロウ男爵 - 爆忍ロケットマン - 風忍馬風破 - 雷忍ワイルド - 巨大毒斎                                          | 高久進            | 三ツ村鐵治 |

## 放映ネット局
| 放送対象地域  | 放送局             | 系列                          | 備考        |
| ------------- | ------------------ | ----------------------------- | ----------- |
| 関東広域圏    | テレビ朝日         | テレビ朝日系列                | 制作局      |
| 北海道        | 北海道テレビ       | テレビ朝日系列                |             |
| 青森県        | 青森放送           | 日本テレビ系列                |             |
| 岩手県        | 岩手放送           | TBS系列                       |             |
| 宮城県        | 東日本放送         | テレビ朝日系列                |             |
| 秋田県        | 秋田放送           | 日本テレビ系列                |             |
| 山形県        | 山形放送           | 日本テレビ系列                | [ 注釈 17 ] |
| 福島県        | 福島放送           | テレビ朝日系列                |             |
| 新潟県        | 新潟テレビ21       | テレビ朝日系列                |             |
| 長野県        | テレビ信州         | 日本テレビ系列                |             |
| 山梨県        | テレビ山梨         | TBS系列                       |             |
| 静岡県        | 静岡けんみんテレビ | テレビ朝日系列                |             |
| 石川県        | 石川テレビ         | フジテレビ系列                |             |
| 福井県        | 福井放送           | 日本テレビ系列 テレビ朝日系列 |             |
| 中京広域圏    | 名古屋テレビ       | テレビ朝日系列                |             |
| 近畿広域圏    | 朝日放送           | テレビ朝日系列                | [ 注釈 18 ] |
| 島根県 鳥取県 | 山陰放送           | TBS系列                       |             |
| 広島県        | 広島ホームテレビ   | テレビ朝日系列                |             |
| 山口県        | 山口放送           | 日本テレビ系列                |             |
| 香川県 岡山県 | 瀬戸内海放送       | テレビ朝日系列                |             |
| 高知県        | テレビ高知         | TBS系列                       |             |
| 徳島県        | 四国放送           | 日本テレビ系列                |             |
| 福岡県        | 九州朝日放送       | テレビ朝日系列                |             |
| 長崎県        | 長崎放送           | TBS系列                       | [ 注釈 19 ] |
| 熊本県        | テレビ熊本         | フジテレビ系列                |             |
| 大分県        | テレビ大分         | フジテレビ系列 日本テレビ系列 |             |
| 鹿児島県      | 鹿児島放送         | テレビ朝日系列                |             |

## 他媒体展開

### 映像ソフト化
いずれも発売元は東映ビデオ。
- ビデオ（VHS、セル・レンタル共通）はヒーロークラブの全2巻がリリースされている。
- DVDは2008年11月21日から2009年3月21日にかけて、テレビシリーズ全話の初ソフト化として全5巻（各巻2枚組・10話収録）がリリースされている。

### CS放送・ネット配信
CS放送
- 東映チャンネル
  - 2003年8月 - 2004年1月（「GO! GO! ヒーローズ」枠）
  - 2005年1月 - 4月（「アンコールアワー」枠）
  - 2015年10月 - 4月
  - 2017年8月 - 2018年2月 （いずれも「メタルヒーロータイム」枠）

ネット配信
- 東映特撮 YouTube Official
  - 2012年11月12日 - 2013年5月5日
  - 2014年9月23日 - 2015年3月17日
  - 2015年12月17日 - 2016年6月9日
  - 2019年8月1日 - 2020年1月23日
- 東映特撮ニコニコおふぃしゃる
  - 2018年7月11日 - 2019年6月19日

### 他テレビシリーズ
『機動刑事ジバン』
第31話に山地学が登場。
『手裏剣戦隊ニンニンジャー』
2015年10月18日放送分（忍びの34）に闘破 / 磁雷矢が登場。
本作品と同じく筒井巧が闘破を演じ、『ジライヤ』当時の衣装である道着も用いられた。スーツは『スーパーヒーロー大戦Z』のものと同一。装着シーンや真っ向両断が新規映像で描写されたほか、オープニング映像を再現したシーンも存在している。
- 戸隠流の名称を使用するにあたって初見良昭の了承も得ている。

### 映画作品
『仮面ライダー×スーパー戦隊×宇宙刑事 スーパーヒーロー大戦Z』
2013年4月27日劇場公開。ゴーカイグリーンの二段変身として磁雷矢（第2装着）が登場する。
『スペース・スクワッド ギャバンVSデカレンジャー』
2017年6月17日劇場公開。メタルヒーローシリーズの始祖である宇宙刑事シリーズと『特捜戦隊デカレンジャー』が共演するVシネクスト作品。紅牙のリメイクキャラクターが登場する。
『宇宙戦隊キュウレンジャーVSスペース・スクワッド』
2018年6月30日劇場公開。上記作品の続編であり、スペース・スクワッドと『宇宙戦隊キュウレンジャー』が共演するVシネクスト作品。ギャバンやシャイダーと共に、戸隠流第三十六代宗家・天城闘真が変身する新たなジライヤが登場する。またデモストのリメイクキャラクターが登場する。